# Терциньйо
Терциньо (італ. Terzigno) — муніципалітет в Італії, у регіоні Кампанія,  метрополійне місто Неаполь.
Терциньо розташоване на відстані близько 210 км на південний схід від Рима, 22 км на схід від Неаполя.
Населення — 18 400 осіб (2014).
Щорічний фестиваль відбувається 8 грудня. Покровитель — Immacolata Concezione.

## Демографія
Населення за роками:

Станом на 1 січня 2023 року в муніципалітеті офіційно проживало 1935 іноземців з 38 країн, серед них 120 громадян країн Євросоюзу та 194 громадяни України.

## Сусідні муніципалітети
- Боскореале
- Боскотреказе
- Оттав'яно
- Поджомарино
- Сан-Джузеппе-Везув'яно